# Sejm (Polen)
De Sejm (voluit: Sejm Rzeczypospolitej Polskiej, Sejm van de Republiek Polen) is de Poolse landdag die samen met de Senaat (Senat) de Poolse volksvertegenwoordiging vormt. De Sejm telt 460 leden.
Reeds sinds 700 wordt in Polen het gebruik van het bijeenroepen van de edelen om te stemmen over het beleid aangeduid met Sejm. Met het woord Sejm werd tot aan de recente tijd het gehele parlement aangeduid, met wel 50.000 kiesgerechtigde edelmannen die in Krakow kwamen om te stemmen. Tijdens de Sejm koos de Poolse adel bijvoorbeeld haar koning. Zo is tijdens de Sejm van 2 februari 1386 Wladislaus II Jagiello tot koning verkozen.    
De eerste in Polen bekende verkiezing van een leider heeft plaatsgevonden in het jaar 700. In dat jaar vond de verkiezing plaats van de koning genaamd Grakow. Hij heerste over het gebied rondom de Poolse stad Krakow. Het gebruik van het kiezen van de leider gaat waarschijnlijk terug tot de contacten met de stad Athene, waar democratisch gekozen leiders de stad leidden. De handel in barnsteen tussen de Slavische volkeren aan de ene kant en Athene en Rome aan de andere kant, zorgde ook voor overdracht van culturele zaken zoals bijvoorbeeld de democratische structuren. Zo werd boven het graf van Grakow een aarden heuvel opgeworpen ('kopiec Grakow'), naar analogie van de piramiden in Egypte, die in Athene bekend waren.    
Op 26 mei 1331 is de eerste gedocumenteerde Sejm gehouden in Polen. Pas in de 20ste eeuw, in de Tweede Poolse Republiek, is de benaming Sejm uitsluitend voor de landdag in gebruik. 
De voorzitter van de Sejm draagt de titel Marszałek Sejmu (Maarschalk van de Sejm) en wordt uit het midden van de afgevaardigden gekozen. Formeel is dit de hoogste functie binnen het Poolse staatsapparaat na de president. 
Op 13 november 2023 werd Szymon Hołownia, van de partij Polska 2025, tot Marszzalek Sejmu benoemd. Onder de eerdere voorzitters waren de latere president Bronisław Komorowski en de latere premiers Józef Oleksy, Włodzimierz Cimoszewicz (vertegenwoordigers van het voorbije regime in Polen) en Ewa Kopacz. 

## Verkiezingen 2023
Na de verkiezingen van 2023 bleef PiS de grootste partij in de Sejm, maar verloor met ongeveer 35% van de stemmen haar absolute meerderheid. De drie belangrijkste oppositiegroepen, Burgercoalitie, Derde Weg en Nieuw Links, haalden samen 54% van de stemmen en wonnen genoeg zetels om hen in staat te stellen een regering te vormen. 
Volgens de eindtelling van de stemmen door de Nationale Kiescommissie behaalde Wet en Rechtvaardigheid 194 zetels, de Burgercoalitie 157, de Derde Weg 65, Nieuw Links 26 en de Confederatie Vrijheid en Onafhankelijkheid 18.

Zetelverdeling na de verkiezingen van 2023

Resultaten van de 2023 parlementsverkiezingen per gmina

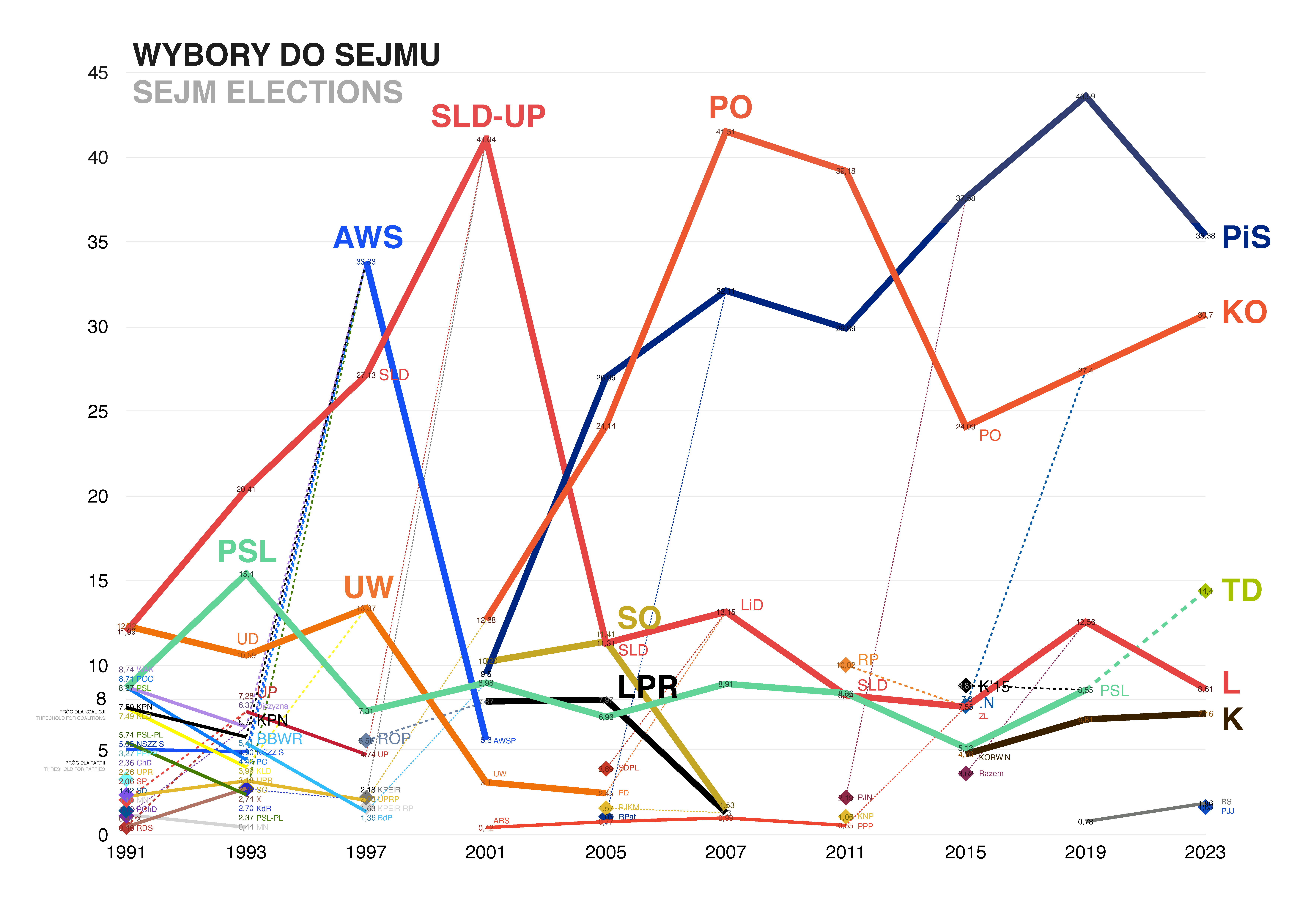
Resultaten van de verkiezingen voor de Sejm (1991–2023)

| Alliantie                  | Alliantie                                                                     | Partij                                                                             | Partij                                                                        | Stemmen    | %      | Zetels | Verschil |
| -------------------------- | ----------------------------------------------------------------------------- | ---------------------------------------------------------------------------------- | ----------------------------------------------------------------------------- | ---------- | ------ | ------ | -------- |
|                            | ZP Verenigd Rechts (Zjednoczona Prawica)                                      |                                                                                    | PiS Recht en Rechtvaardigheid (Prawo i Sprawiedliwość)                        | 6.286.250  | 29,11  | 157    | −30      |
|                            | ZP Verenigd Rechts (Zjednoczona Prawica)                                      | SP Soeverein Polen (Suwerenna Polska)                                              | 465.024                                                                       | 2,15       | 18     | +8     |          |
|                            | ZP Verenigd Rechts (Zjednoczona Prawica)                                      | RP Vernieuwing van de Poolse Republiek (OdNowa RP)                                 | 99373                                                                         | 0,46       | 4      | +3     |          |
|                            | ZP Verenigd Rechts (Zjednoczona Prawica)                                      | Kukiz'15                                                                           | 74.959                                                                        | 0,35       | 2      | nieuw  |          |
|                            | ZP Verenigd Rechts (Zjednoczona Prawica)                                      | Onafhankelijken                                                                    | 715.248                                                                       | 3,31       | 13     | −8     |          |
| totaal                     | totaal                                                                        | 7.640.854                                                                          | 35,39                                                                         | 194        | −41    |        |          |
|                            | KO Burgercoalitie (Koalicja Obywatelska)                                      |                                                                                    | PO Burgerplatform (Platforma Obywatelska)                                     | 4.992.932  | 23,12  | 122    | +20      |
|                            | KO Burgercoalitie (Koalicja Obywatelska)                                      | .N Modern (Nowoczesna)                                                             | 375.776                                                                       | 1,74       | 6      | -2     |          |
|                            | KO Burgercoalitie (Koalicja Obywatelska)                                      | iPL Pools Initiatief (Inicjatywa Polska)                                           | 252.021                                                                       | 1,17       | 3      | +1     |          |
|                            | KO Burgercoalitie (Koalicja Obywatelska)                                      | De Groenen (Zieloni)                                                               | 67.392                                                                        | 0,31       | 3      | 0      |          |
|                            | KO Burgercoalitie (Koalicja Obywatelska)                                      | AU AGROunie (AGROunia)                                                             | 53.571                                                                        | 0,25       | 1      | nieuw  |          |
|                            | KO Burgercoalitie (Koalicja Obywatelska)                                      | Goede Beweging (Dobry Ruch)                                                        | 8.254                                                                         | 0,04       | 0      | nieuw  |          |
|                            | KO Burgercoalitie (Koalicja Obywatelska)                                      | Onafhankelijken(*)                                                                 | 879.645                                                                       | 4,07       | 22     | +3     |          |
| totaal                     | totaal                                                                        | 6.629.402                                                                          | 30,70                                                                         | 157        | +23    |        |          |
|                            | TD Derde Weg (Trzecia Droga)                                                  |                                                                                    | PL2050 (Polska 2050 Szymona Hołowni)                                          | 1.561.542  | 7,23   | 33     | nieuw    |
|                            | TD Derde Weg (Trzecia Droga)                                                  | PSL Poolse Volkspartij (Polskie Stronnictwo Ludowe)                                | 1.189.629                                                                     | 5,51       | 28     | +9     |          |
|                            | TD Derde Weg (Trzecia Droga)                                                  | CdPL Centrum voor Polen (Centrum dla Polski)                                       | 70.117                                                                        | 0,32       | 3      | +3     |          |
|                            | TD Derde Weg (Trzecia Droga)                                                  | UED Unie van Europese Democraten (Unia Europejskich Demokratów)                    | 21.056                                                                        | 0,10       | 0      | -1     |          |
|                            | TD Derde Weg (Trzecia Droga)                                                  | Onafhankelijken                                                                    | 268.326                                                                       | 1,24       | 1      | -9     |          |
| totaal                     | totaal                                                                        | 3.110.670                                                                          | 14,41                                                                         | 65         | +35    |        |          |
|                            | L Links (Lewica)                                                              |                                                                                    | NL Nieuw Links (Nowa Lewica)                                                  | 1.199.503  | 5,55   | 19     | -19      |
|                            | L Links (Lewica)                                                              | Samen Links (Lewica Razem)                                                         | 453.730                                                                       | 2,10       | 7      | +1     |          |
|                            | L Links (Lewica)                                                              | Onafhankelijken & anderen                                                          | 205.785                                                                       | 0,95       | 0      | -5     |          |
| totaal                     | totaal                                                                        | 1.859.018                                                                          | 8,60                                                                          | 26         | -23    |        |          |
|                            | Confederatie (Konfederacja)                                                   |                                                                                    | NN Nieuwe Hoop (Nowa Nadzieja)                                                | 551.901    | 2,56   | 6      | +1       |
|                            | Confederatie (Konfederacja)                                                   | Confederatie Vrijheid en Onafhankelijkheid (Konfederacja Wolność i Niepodległośćà) | 341.188                                                                       | 1,58       | 7      | +7     |          |
|                            | Confederatie (Konfederacja)                                                   | RN Nationale Beweging (Ruch Narodowy)                                              | 199.149                                                                       | 0,92       | 0      | -5     |          |
|                            | Confederatie (Konfederacja)                                                   | KKP Confederatie van de Poolse Kroon (Konfederacja Korony Polskiej)                | 182.573                                                                       | 0,85       | 2      | +1     |          |
|                            | Confederatie (Konfederacja)                                                   | Onafhankelijken & anderen                                                          | 268.985                                                                       | 1,25       | 3      | +3     |          |
| totaal                     | totaal                                                                        | 1.547.364                                                                          | 7,17                                                                          | 18         | +7     |        |          |
|                            | BS Partijonafhankelijke Lokale Overheidsactivisten (Bezpartyjni Samorządowcy) | BS Partijonafhankelijke Lokale Overheidsactivisten (Bezpartyjni Samorządowcy)      | BS Partijonafhankelijke Lokale Overheidsactivisten (Bezpartyjni Samorządowcy) | 401.054    | 1.86   | 0      | 0        |
|                            | PJJ Er is Eén Polen (Polska Jest Jedna)                                       | PJJ Er is Eén Polen (Polska Jest Jedna)                                            | PJJ Er is Eén Polen (Polska Jest Jedna)                                       | 351.099    | 1.63   | 0      | nieuw    |
|                            | MN Duitse Minderheid (Mniejszość Niemiecka)                                   | MN Duitse Minderheid (Mniejszość Niemiecka)                                        | MN Duitse Minderheid (Mniejszość Niemiecka)                                   | 25.778     | 0.12   | 0      | −1       |
|                            | DiP Vrede en Vooruitgang Beweging (Ruch Dobrobytu i Pokoju)                   | DiP Vrede en Vooruitgang Beweging (Ruch Dobrobytu i Pokoju)                        | DiP Vrede en Vooruitgang Beweging (Ruch Dobrobytu i Pokoju)                   | 24.850     | 0.12   | 0      | nieuw    |
|                            | NK Normaal Land (Normalny Kraj)                                               | NK Normaal Land (Normalny Kraj)                                                    | NK Normaal Land (Normalny Kraj)                                               | 4.606      | 0.02   | 0      | nieuw    |
|                            | AP Anti-partij (Antipartia)                                                   | AP Anti-partij (Antipartia)                                                        | AP Anti-partij (Antipartia)                                                   | 1.156      | 0.01   | 0      | nieuw    |
|                            | RNP Herstel Polen Beweging (Ruch Naprawy Polski)                              | RNP Herstel Polen Beweging (Ruch Naprawy Polski)                                   | RNP Herstel Polen Beweging (Ruch Naprawy Polski)                              | 823        | 0.00   | 0      | nieuw    |
| Totaal                     | Totaal                                                                        | Totaal                                                                             | Totaal                                                                        | 21.593.295 | 100    | 460    | 0        |
|                            |                                                                               |                                                                                    |                                                                               |            |        |        |          |
| Geldige stemmen            | Geldige stemmen                                                               | Geldige stemmen                                                                    | Geldige stemmen                                                               | 21.596.674 | 98.31  |        |          |
| Ongeldige / blanco stemmen | Ongeldige / blanco stemmen                                                    | Ongeldige / blanco stemmen                                                         | Ongeldige / blanco stemmen                                                    | 370.217    | 1.69   |        |          |
| Totaal aantal stemmen      | Totaal aantal stemmen                                                         | Totaal aantal stemmen                                                              | Totaal aantal stemmen                                                         | 21.966.891 | 100.00 |        |          |
| Kiesgerechtigden / opkomst | Kiesgerechtigden / opkomst                                                    | Kiesgerechtigden / opkomst                                                         | Kiesgerechtigden / opkomst                                                    | 29.532.595 | 74.38  |        |          |

(*) Twee onafhankelijke verkozenen van de Burgercoalitie zijn ook leden van Ja! voor Polen (T!DPL).

## Voorzitters vanaf 1989
- Mikołaj Kozakiewicz (ZSL, later PSL) (4 juli 1989 - 24 november 1991)
- Wiesław Chrzanowski (ZChN) (25 november 1991 - 14 oktober 1993)
- Józef Oleksy (SdRP) (14 oktober 1993 - 3 maart 1995)
- Józef Zych (PSL) (3 maart 1995 - 19 oktober 1997)
- Maciej Płażyński (AWS, later PO) (20 oktober 1997 - 18 oktober 2001)
- Marek Borowski (SLD) (19 oktober 2001 - 20 april 2004)
- Józef Oleksy (SLD) (21 april 2004 - 5 januari 2005)
- Włodzimierz Cimoszewicz (SLD) (5 januari 2005 - 18 oktober 2005)
- Marek Jurek (PiS) (26 oktober 2005 - 27 april 2007)
- Ludwik Dorn (PiS) (27 april 2007 - 4 november 2007)
- Bronisław Komorowski (PO) (5 november 2007 - 8 juli 2010)
- Stefan Niesiołowski (a.i.) (PO) (8 juli 2010)
- Grzegorz Schetyna (PO) (8 juli 2010 - 7 november 2011)
- Ewa Kopacz (PO) (8 november 2011 - 22 september 2014)
- Jerzy Wenderlich (a.i.) (SLD) (22-24 september 2014)
- Radosław Sikorski (PO) (24 september 2014 - 23 juni 2015)
- Jerzy Wenderlich (a.i.) (SLD) (23-25 juni 2015)
- Małgorzata Kidawa-Błońska (PO) (25 juni 2015 - 11 november 2015)
- Marek Kuchciński (PiS) (12 november 2015 - 9 augustus 2019)
- Elżbieta Witek (PiS) (9 augustus 2019 - 13 november 2023)
- Szymon Hołownia (Polska 2025) (13 november 2023 - heden)

1. ↑  "Polish election marks huge win for Donald Tusk as ruling conservatives lose to centrist coalition", AP News, 17 October 2023. Geraadpleegd op 17 October 2023.
2. ↑  Cienski, Jan, "Poland election results: Opposition secures win, final count shows", Politico, 17 October 2023. Geraadpleegd op 17 October 2023.

Abchazië: Parlement · 
Albanië: Kuvendi · 
Andorra: Consell General de les Valls · 
Armenië: Azgayin Zhoghov · 
Azerbeidzjan: Milli Məclis · 
België: Federaal Parlement (Senaat en Kamer) · 
Bosnië en Herzegovina: Parlementarna Skupština · 
Bulgarije: Narodno Sobranie · 
Cyprus: Vouli ton Antiprosópon · 
Denemarken: Folketing · 
Duitsland: Bundestag (en Bundesrat) · 
Estland: Riigikogu · 
Finland: Eduskunta · 
Frankrijk: Parlement (Assemblée nationale en Sénat) · 
Georgië: Parlement · 
Griekenland: Vouli · 
Hongarije: Országgyűlés · 
Ierland: Oireachtas (Dáil en Seanad) · 
IJsland: Alþingi · 
Italië: Parlement (Kamer en Senaat) · 
Kazachstan: Parlamenti (Majilis en Senaat) · 
Kosovo: Assemblee · 
Kroatië: Sabor · 
Letland: Saeima · 
Liechtenstein: Landtag · 
Litouwen: Seimas · 
Luxemburg: Chambre · 
Macedonië: Sobranie · 
Malta: Il-Kamra · 
Moldavië: Parlamentul · 
Monaco: Conseil National · 
Montenegro: Skupština · 
Nagorno-Karabach: Azgayin Zhoghov · 
Nederland: Staten-Generaal (Eerste Kamer en Tweede Kamer) · 
Noord-Cyprus: Cumhuriyet Meclisi · 
Noorwegen: Storting · 
Oekraïne: Verchovna Rada · 
Oostenrijk: Nationalrat · 
Polen: Sejm (en Senat) · 
Portugal: Assembleia da Republica · 
Roemenië: Camera Deputaţilor · 
Rusland: Federatieve vergadering (Staatsdoema en Federatieraad) · 
San Marino: Consiglio Grande e Generale · 
Servië: Narodna skupština · 
Slowakije: Národná Rada · 
Slovenië: Državni Zbor en Državni Svet · 
Spanje: Cortes Generales (Senado en Congreso de los Diputados) · 
Transnistrië: Opperste Sovjet · 
Tsjechië: Parlament (Senaat en Kamer van Afgevaardigden) · 
Turkije: Meclis · 
Verenigd Koninkrijk: Parliament (House of Commons en House of Lords) · 
Wit-Rusland: Nationale Vergadering (Huis van Afgevaardigden en Raad van de Republiek) · 
Zuid-Ossetië: Parlement · 
Zweden: Riksdag · 
Zwitserland: Bondsvergadering (Nationale Raad en Kantonsraad)
Cursief: wijst op een niet of slechts deels erkende staat